# Политички систем Србије
Политички систем Србије дефинисан је Уставом Србије. Република Србија је, према Уставу, држава српског народа и свих грађана који у њој живе, заснована на владавини права и социјалној правди, начелима грађанске демократије, људским и мањинским правима и слободама и припадности европским принципима и вредностима. Политика Републике Србије функционише у оквиру парламентарне демократије, тачније као парламентарна република. Уређење власти почива на подели власти на законодавну, извршну и судску. Однос три гране власти заснива се на равнотежи и међусобној контроли. Судска власт је независна.

## Законодавна власт
Законодавну власт у Републици Србији чини Народна скупштина Републике Србије. Народна скупштина је највише представничко тело и носилац уставотворне и законодавне власти у Републици Србији. Према Уставу Србије, Народна скупштина:
1. доноси и мења Устав,
2. одлучује о промени границе Републике Србије,
3. расписује републички референдум,
4. потврђује међународне уговоре кад је законом предвиђена обавеза њиховог потврђивања,
5. одлучује о рату и миру и проглашава ратно и ванредно стање,
6. надзире рад служби безбедности,
7. доноси законе и друге опште акте из надлежности Републике Србије,
8. даје претходну сагласност на статут аутономне покрајине,
9. усваја стратегију одбране,
10. усваја план развоја и просторни план,
11. усваја буџет и завршни рачун Републике Србије, на предлог Владе,
12. даје амнестију за кривична дела.

У оквиру својих изборних права, Народна скупштина:
1. бира Владу, надзире њен рад и одлучује о престанку мандата Владе и министара,
2. бира и разрешава судије Уставног суда,
3. бира председника Врховног касационог суда, председнике судова, Републичког јавног тужиоца, јавне тужиоце, судије и заменике јавних тужилаца, у складу са Уставом,
4. бира и разрешава гувернера Народне банке Србије и надзире његов рад,
5. бира и разрешава Заштитника грађана, и надзире његов рад,
6. бира и разрешава и друге функционере одређене законом.

Народна скупштина врши и друге послове одређене Уставом и законом.
Народну скупштину чини 250 народних посланика, који се бирају на непосредним изборима, тајним гласањем, у складу са законом. У Народној скупштини обезбеђују се равноправност и заступљеност полова и представника националних мањина, у складу са законом.

## Извршна власт
Извршну власт у Србији чине Председник Републике Србије и Влада Републике Србије.

### Председник Републике
Према Уставу Србије, Председник Републике:
1. представља Републику Србију у земљи и иностранству,
2. указом проглашава законе, у складу с Уставом,
3. предлаже Народној скупштини кандидата за председника Владе, пошто саслуша мишљење представника изабраних изборних листа,
4. предлаже Народној скупштини носиоце функција, у складу са Уставом и законом,
5. поставља и опозива указом амбасадоре Републике Србије на основу предлога Владе,
6. прима акредитивна и опозивна писма страних дипломатских представника,
7. даје помиловања и одликовања,
8. врши и друге послове одређене Уставом.

Председник Републике, у складу са законом, командује Војском и поставља, унапређује и разрешава официре Војске Србије.
Када је председник Републике спречен да обавља дужност или му мандат престане пре истека времена на које је биран, замењује га председник Народне скупштине.
Председник Републике бира се на непосредним изборима, тајним гласањем, у складу са законом. Изборе за председника Републике расписује председник Народне скупштине 90 дана пре истека мандата председника Републике, тако да се избори окончају у наредних 60 дана, у складу са законом. Приликом ступања на дужност, председник Републике, пред Народном скупштином полаже заклетву која гласи:
| „ | Заклињем се да ћу све своје снаге посветити очувању суверености и целине територије Републике Србије, укључујући и Косово и Метохију као њен саставни део, као и остваривању људских и мањинских права и слобода, поштовању и одбрани Устава и закона, очувању мира и благостања свих грађана Републике Србије и да ћу савесно и одговорно испуњавати све своје дужности. | ” |

### Влада
Влада је носилац извршне власти у Републици Србији. Према Уставу Србије, Влада:
1. утврђује и води политику,
2. извршава законе и друге опште акте Народне скупштине,
3. доноси уредбе и друге опште акте ради извршавања закона,
4. предлаже Народној скупштини законе и друге опште акте и даје о њима мишљење кад их поднесе други предлагач,
5. усмерава и усклађује рад органа државне управе и врши надзор над њиховим радом,
6. врши и друге послове одређене Уставом и законом.

Влада је одговорна Народној скупштини за политику Републике Србије, за извршавање закона и других општих аката Народне скупштине и за рад органа државне управе. Владу чине председник Владе, један или више потпредседника и министри. Председник Владе води и усмерава рад Владе, стара се о уједначеном политичком деловању Владе, усклађује рад чланова Владе и представља Владу. Министри су за свој рад и за стање у области из делокруга министарства одговорни председнику Владе, Влади и Народној скупштини.
Кандидата за председника Владе Народној скупштини предлаже председник Републике, пошто саслуша мишљење представника изабраних изборних листа. Кандидат за председника Владе Народној скупштини износи програм Владе и предлаже њен састав. Народна скупштина истовремено гласа о програму Владе и избору председника и чланова Владе.
Влада је изабрана ако је за њен избор гласала већина од укупног броја народних посланика.
Мандат Владе траје до истека мандата Народне скупштине која ју је изабрала. Мандат Владе почиње да тече даном полагања заклетве пред Народном скупштином. Мандат Владе престаје пре истека времена на које је изабрана, изгласавањем неповерења, распуштањем Народне скупштине, оставком председника Владе и у другим случајевима утврђеним Уставом. Влада којој је престао мандат може да врши само послове одређене законом, до избора нове Владе. Влада којој је престао мандат не може да предложи распуштање Народне скупштине. Члану Владе мандат престаје пре истека времена на које је изабран, констатовањем оставке, изгласавањем неповерења у Народној скупштини и разрешењем од стране Народне скупштине, на предлог председника Владе.

## Судска власт
Судска власт је јединствена на територији Републике Србије. Судови су самостални и независни у свом раду и суде на основу Устава, закона и других општих аката, када је то предвиђено законом, општеприхваћених правила међународног права и потврђених међународних уговора. Расправљање пред судом је јавно и може се ограничити само у складу с Уставом. У суђењу учествују судије и судије поротници, на начин утврђен законом.
Законом се може прописати да у одређеним судовима и у одређеним стварима суде само судије.
Суд суди у већу, а законом се може предвидети да у одређеним стварима суди судија појединац.
Судска власт у Републици Србији припада судовима опште и посебне надлежности. Оснивање, организација, надлежност, уређење и састав судова уређују се законом. Не могу се оснивати привремени, преки или ванредни судови. Врховни касациони суд је највиши суд у Републици Србији. Седиште Врховног касационог суда је у Београду.
Судске одлуке се доносе у име народа. Судске одлуке се заснивају на Уставу, закону, потврђеном међународном уговору и пропису донетом на основу закона. Судске одлуке су обавезне за све и не могу бити предмет вансудске контроле. Судску одлуку може преиспитивати само надлежни суд, у законом прописаном поступку.
Помиловањем или амнестијом изречена казна може се, без судске одлуке, опростити у целини или делимично.
Судија је у вршењу судијске функције независан и потчињен само Уставу и закону.
Сваки утицај на судију у вршењу судијске функције је забрањен. Забрањено је политичко деловање судија.
Законом се уређује које су друге функције, послови или приватни интереси неспојиви са судијском функцијом.

### Високи савет судства
Високи савет судства је независан и самосталан орган који обезбеђује и гарантује независност и самосталност судова и судија. Високи савет судства има 11 чланова. У састав Високог савета судства улазе председник Врховног касационог суда, министар надлежан за правосуђе и председник надлежног одбора Народне скупштине, као чланови по положају и осам изборних чланова које бира Народна скупштина, у складу са законом.
Изборне чланове чине шест судија са сталном судијском функцијом, од којих је један са територије аутономних покрајина, и два угледна и истакнута правника са најмање 15 година искуства у струци, од којих је један адвокат, а други професор правног факултета. Председници судова не могу бити изборни чланови Високог савета судства. Мандат чланова Високог савета судства траје пет година, осим за чланове по положају.
Члан Високог савета судства ужива имунитет као судија.
Високи савет судства бира и разрешава судије, у складу са Уставом и законом, предлаже Народној скупштини избор судија приликом првог избора на судијску функцију, предлаже Народној скупштини избор председника Врховног касационог суда и председника судова, у складу са Уставом и законом, учествује у поступку за престанак функције председника Врховног касационог суда и председника судова, на начин предвиђен Уставом и законом, врши и друге послове одређене законом. Против одлуке Високог савета судства може се уложити жалба Уставном суду, у случајевима прописаним законом.

### Јавно тужилаштво
Јавно тужилаштво је самосталан државни орган који гони учиниоце кривичних и других кажњивих дела и предузима мере за заштиту уставности и законитости. Јавно тужилаштво врши своју функцију на основу Устава, закона, потврђеног међународног уговора и прописа донетог на основу закона.
Републичко јавно тужилаштво је највише јавно тужилаштво у Републици Србији. Републички јавни тужилац врши надлежност јавног тужилаштва у оквиру права и дужности Републике Србије. Републичког јавног тужиоца, на предлог Владе, по прибављеном мишљењу надлежног одбора Народне скупштине, бира Народна скупштина. Републички јавни тужилац бира се на период од шест година и може бити поново биран. Републичком јавном тужиоцу престаје функција ако не буде поново изабран, када сам то затражи, наступањем законом прописаних услова или разрешењем из законом предвиђених разлога. Одлуку о престанку функције Републичком јавном тужиоцу доноси Народна скупштина, у складу са законом, при чему одлуку о разрешењу доноси на предлог Владе.
Функцију јавног тужилаштва врши јавни тужилац. Јавног тужиоца бира Народна скупштина, на предлог Владе. Мандат јавног тужиоца траје шест година и може бити поново биран. Заменик јавног тужиоца замењује јавног тужиоца при вршењу тужилачке функције и дужан је да поступа по његовим упутствима. Народна скупштина, на предлог Државног већа тужилаца, бира за заменика јавног тужиоца лице које се први пут бира на ову функцију. Мандат заменику јавног тужиоца који је први пут изабран на функцију траје три године. Државно веће тужилаца, у складу са законом, бира заменике јавних тужилаца за трајно обављање функције, у истом или другом јавном тужилаштву. Државно веће тужилаца одлучује и о избору заменика јавних тужилаца који су на сталној функцији у друго или више јавно тужилаштво.
Забрањено је политичко деловање јавних тужилаца и заменика јавних тужилаца.

### Државно веће тужилаца
Државно веће тужилаца је самосталан орган који обезбеђује и гарантује самосталност јавних тужилаца и заменика јавних тужилаца у складу са Уставом. Државно веће тужилаца има 11 чланова. У састав Државног већа тужилаца улазе Републички јавни тужилац, министар надлежан за правосуђе и председник надлежног одбора Народне скупштине, као чланови по положају и осам изборних чланова које бира Народна скупштина, у складу са законом. Изборне чланове чине шест јавних тужилаца или заменика јавних тужилаца са сталном функцијом, од којих је један са територије аутономних покрајина, и два угледна и истакнута правника са најмање 15 година искуства у струци, од којих је један адвокат, а други професор правног факултета.
Мандат чланова Државног већа тужилаца траје пет година, осим за чланове по положају. Члан Државног већа тужилаца ужива имунитет као јавни тужилац.
Државно веће тужилаца предлаже Народној скупштини кандидате за први избор за заменика јавног тужиоца, бира заменике јавних тужилаца за трајно обављање функције заменика јавног тужиоца, бира заменике јавних тужилаца који су на сталној функцији за заменике јавног тужиоца у другом јавном тужилаштву, одлучује у поступку за престанак функције заменика јавних тужилаца, на начин предвиђен Уставом и законом, врши и друге послове одређене законом.

### Уставни суд
Уставни суд је самосталан и независан државни орган који штити уставност и законитост и људска и мањинска права и слободе. Одлуке Уставног суда су коначне, извршне и општеобавезујуће.
Уставни суд одлучује о:
1. сагласности закона и других општих аката са Уставом, општеприхваћеним правилима међународног права и потврђеним међународним уговорима,
2. сагласности потврђених међународних уговора са Уставом,
3. сагласности других општих аката са законом,
4. сагласности статута и општих аката аутономних покрајина и јединица локалне самоуправе са Уставом и законом,
5. сагласности општих аката организација којима су поверена јавна овлашћења, политичких странака, синдиката, удружења грађана и колективних уговора са Уставом и законом.

Уставни суд:
1. решава сукоб надлежности између судова и других државних органа,
2. решава сукоб надлежности између републичких органа и покрајинских органа или органа јединица локалне самоуправе,
3. решава сукоб надлежности између покрајинских органа и органа јединица локалне самоуправе,
4. решава сукоб надлежности између органа различитих аутономних покрајина или различитих јединица локалне самоуправе,
5. одлучује о изборним споровима за које законом није одређена надлежност судова,
6. врши и друге послове одређене Уставом и законом.

Уставни суд одлучује о забрани рада политичке странке, синдикалне организације или удружења грађана.
Уставни суд обавља и друге послове предвиђене Уставом.
Поступак за оцену уставности и законитости могу да покрену државни органи, органи територијалне аутономије или локалне самоуправе, као и најмање 25 народних посланика. Поступак може покренути и сам Уставни суд.
Свако правно или физичко лице има право на иницијативу за покретање поступка за оцену уставности и законитости.
Закон или други општи акт који није сагласан Уставу или закону престаје да важи даном објављивања одлуке Уставног суда у службеном гласилу. Уставни суд може, до доношења коначне одлуке и под условима одређеним законом, обуставити извршење појединачног акта или радње предузете на основу закона или другог општег акта чију уставност или законитост оцењује. Уставни суд може оценити сагласност закона и других општих аката са Уставом, општих аката са законом и по престанку њиховог важења, ако је поступак оцене уставности покренут најкасније у року од шест месеци од престанка њиховог важења.
Уставни суд чини 15 судија који се бирају и именују на девет година. Пет судија Уставног суда бира Народна скупштина, пет именује председник Републике, а пет општа седница Врховног касационог суда Србије. Народна скупштина бира пет судија Уставног суда између 10 кандидата које предложи председник Републике, председник Републике именује пет судија Уставног суда између 10 кандидата које предложи Народна скупштина, а општа седница Врховног касационог суда именује пет судија између 10 кандидата које на заједничкој седници предложе Високи савет судства и Државно веће тужилаца. Са сваке од предложених листа кандидата један од изабраних кандидата мора бити са територије аутономних покрајина. Судија Уставног суда се бира и именује међу истакнутим правницима са најмање 40 година живота и 15 година искуства у правној струци. Једно лице може бити бирано или именовано за судију Уставног суда највише два пута. Судије Уставног суда из свог састава бирају председника на период од три године, тајним гласањем.

## Територијална аутономија и локална самоуправа
Грађани имају право на покрајинску аутономију и локалну самоуправу, које остварују непосредно или преко својих слободно изабраних представника. Јединице локалне самоуправе надлежне су у питањима која се, на сврсисходан начин, могу остваривати унутар јединице локалне самоуправе, а аутономне покрајине у питањима која се, на сврсисходан начин, могу остваривати унутар аутономне покрајине, у којима није надлежна Република Србија.
Која су питања од републичког, покрајинског и локалног значаја одређује се законом.
Република Србија је уређена Законом о територијалној организацији, усвојеним у Народној Скупштини 29. децембра 2007. године. Према Закону, територијалну организацију Републике Србије као територијалне јединице чине: општине (њих 150), градови (23) и Град Београд (тј. 174 јединице локалне самоуправе) и аутономне покрајине — као облици територијалне аутономије. Република Србија има две аутономне покрајине: Војводину и Косово и Метохију. У Републици Србији постоји 29 управних округа, а подручје сваког од управних округа обухвата одређени број општина и градова. Управни окрузи нису облик локалне самоуправе нити део територијалне организације Републике Србије, већ начин обављања државне управе. Према Закону о државној управи је одређено да се управни округ образује ради вршења послова државне управе изван седишта органа државне управе. Управни округ је подручни центар државне управе који обухвата окружне подручне јединице. У управном округу орган државне праве, по сопственој одлуци, може да врши послове државне управе као што су: решавање у управним стварима у првом степену или о жалби, вршење надзора над радом имаоца јавних овлашћења и вршење инспекцијског надзора.

## Изборни систем
У Србији се, на основу посебних закона организују избори за народне посланике Народне скупштине, Председника Републике и органе локалних самоуправа. Право да бира и да буде биран на изборима има сваки пунолетан пословно способан држављанин Републике Србије са пребивалиштем у Републици Србији, на основу слободног, општег, једнаког и непосредног изборног права, тајним гласањем.